# Metallapoderus rubicundus
Metallapoderus rubicundus es una especie de coleóptero de la familia Attelabidae.

## Distribución geográfica
Habita en Kenia, Tanzania y Zambia.